# روانی (فیلم ۲۰۱۲)
روانی یا ذهنی (به انگلیسی: Mental) فیلمی محصول سال ۲۰۱۲ و به کارگردانی پی. جی. هوگان است. در این فیلم بازیگرانی همچون تونی کولت، آنتونی لاپالیا، لیو شرایبر، ربکا گیبنی، لیلی سالیوان، کارولین گودال، کری فاکس و دبورا میلمن ایفای نقش کرده‌اند.